# Theodoros Griniazakis
Theodoros Griniazakis (griechisch Θεόδωρος Γκρινιαζάκης; * 17. Januar 1968) ist ein ehemaliger griechischer Schwimmer.

## Karriere
Griniazakis nahm an den Olympischen Spielen 1988 in Seoul teil. Im Wettbewerb über 100 m Schmetterling erreichte er Rang 36. Über 4 × 100 m Lagen konnte sich die griechische Staffel als 23. im Vorlauf nicht für das Finale qualifizieren.